# Gratitud (álbum de Fonseca)
Gratitud es el tercer álbum de estudio del cantautor colombiano Fonseca, Fue lanzado al mercado bajo el sello discográfico EMI Music Colombia el 27 de mayo de 2008.

## Descripción
Este álbum es una mezcla ritmos tropicales con sonidos urbanos. Fonseca cita esta influencia de haber nacido en la ciudad capital de Bogotá, Colombia, muy lejos del mar. El estilo del álbum incluye una mezcla de vallenato, pop latino y la música disco en una fusión única. Al mismo tiempo, nos muestra una gran dualidad en sus letras y de una profundad melancólica. Su debut en las listas de discos latinos estaba en la posición #70 en su semana de lanzamiento. En la lista de álbumes tropicales alcanzó el número #9.
En 2010 se relanzó el álbum como bajo el título de Gratitud (Edición Especial) en la cual Willie Colón es invitado a grabar junto a Fonseca la canción Estar lejos, la cual les merece la nominación a los Premios Grammy 2010 por mejor canción tropical del año.

## Lista de canciones
| Gratitud |                                        |                                                  |          |  |
| N.º      | Título                                 | Escritor(es)                                     | Duración |  |
| 1.       | «Arroyito»                             | Wilfran Castillo                                 | 3:58     |  |
| 2.       | «Catalina»                             | Juan Fernando Fonseca, Alejandro Aponte          | 4:05     |  |
| 3.       | «Como te extraño»                      | Fonseca                                          | 4:07     |  |
| 4.       | «Enrédame»                             | Fonseca                                          | 3:54     |  |
| 5.       | «Beautiful Sunshine»                   | Fonseca                                          | 5:17     |  |
| 6.       | «Sabré olvidar» (acoustic)             | Fonseca                                          | 3:42     |  |
| 7.       | «Gratitud»                             | Fonseca, Hermides Manzano                        | 3:46     |  |
| 8.       | «San José»                             | Fonseca, Aponte                                  | 4:43     |  |
| 9.       | «Paraíso»                              | Fonseca                                          | 4:17     |  |
| 10.      | «Perdón»                               | Alejandro Bassi                                  | 4:12     |  |
| 11.      | «Confiésame 2008» (Fonseca)            |                                                  | 4:59     |  |
| 12.      | «Alma»                                 | Fonseca, J. Eduardo Murguia, Mauricio L. Arriaga | 3:51     |  |
| 13.      | «Enrédame» (acoustic)                  | Fonseca                                          | 3:19     |  |
| 14.      | «Gratitud» (acoustic)                  |                                                  | 4:20     |  |
| 15.      | «Estar lejos» (featuring Willie Colón) |                                                  | 4:06     |  |
| 16.      | «Quiero saber»                         |                                                  | 4:11     |  |
| 17.      | «Confiésame» (DEMO)                    |                                                  | 4:53     |  |
| 18.      | «Alma» (DEMO)                          |                                                  | 3:39     |  |
| 19.      | «Paraíso» (DEMO)                       |                                                  | 3:40     |  |